# Joan Chamorro
Joan Chamorro, (Barcelona, 1962. szeptember 24. –) spanyol dzsesszzenész: szaxofonos, klarinétos, fuvolás, kornettes, nagybőbőgős, zenekarvezető. A Sant Andreu Jazz Band alapítója és igazgatója. Kidolgozta saját tanítási módszerét. 2012-ben megkapta a Premis Altaveu díjat.

## Pályafutása
Joan Chamorro gyerekkorában popzenét hallgatott, tizennyolcéves koráig nem figyelt fel a klasszikus zenére és a dzssesszre. Aztán szaxofonozni és gitározni kezdett. Klasszikus szaxofont tanult Adolf Ventas i Rodrígueznél a barcelonai Konzervatóriumban. Ezzel egyidőben a barcelonai Taller de Músics dzsesszképzésén is részt vett. Tagja volt a Big Band del Taller de músicsnak, a Big Band de Bellaterra, a John Dubuclet Big Band, a Big Band Jazz Terrassa és az Eladio Reinón-Tete Montoliu Supercombo együtteseknek.
Chamorro játszott Slide Hamptonnal, Frank Fosterrel, Teddy Edwardsszal, Frank Wess-szel, Bebo Valdésszel, Randy Breckerrel, Gary Smulyannal, Dick Oatts-szal, Ralph LaLama-val, Jesse Davis-szel, Dennis Rowlanddal, Carmen Lundy-val, Michael Mossmannal, Bart van Lierrel, Bobby Shew-vel, Judy Niemackkal, Sambeat Pericoval, továbbá Josep Maria Farràsszal, Lluís Vidallal, David Menguallal és David Xirguval.
Bejárta Európát és fellépett rangos spanyol fesztiválokon. Egy ideig az Orquestra de Radio Televisión Española tagja volt, ahol a The Manhattan Transfert és Stevie Wondert is kísérte. színházi zenész volt az Orquestra del Teatre Lliure-ban.
Chamorro a Sant Andreu Jazz Band alapítója és vezetője, amelynek szólistáival 2022-ben a WDR Big Band Kölnnel és Kölni Filharmonikusokkal lépett fel. Combojával kísérte tanítványait, Andrea Motist és Èlia Bastida-t. 2021-ben öt koncertet adott a Barcelona Jazz Fesztiválon.

## Albumok
- Baritone Rhapsody (2011)
- Joan Chamorro presenta Andrea Motis (2010)
- Joan Chamorro presenta Eva Fernández (2013)
- Feeling Good (2014)
- Coses que es diuen però que no es fan (2014)
- La Magic De La Veu (2014)
- Live at Casa Fuster (2014)
- Joan Chamorro presenta Magalí Datzira (2014)
- Lua Amarela with Rita Payès (2016)
- Joan Chamorro Octet Play Luigi Grasso's Arrangements (2017)
- Joan Chamorro Presenta Èlia Bastida (2017)
- Joan Chamorro Presenta Alba Armengou (2019)
- Joan Chamorro Presenta Joana Casanova (2020)
- Èlia Bastida meet Scott Hamilton & Joan Chamorro Trio (2022)
- Live: MotisChamorro Big Band (2015)
- Joan Chamorro Presenta's Big-Band (2022)

## Díjak
- 2012: Altaveu-díj

## Fordítás
Ez a szócikk részben vagy egészben  a   Joan Chamorro című német Wikipédia-szócikk ezen változatának fordításán alapul.  Az eredeti cikk szerkesztőit annak laptörténete sorolja fel. Ez a jelzés csupán a megfogalmazás eredetét és a szerzői jogokat jelzi, nem szolgál a cikkben szereplő információk forrásmegjelöléseként.